# Atarba (Ischnothrix) lawsonensis
Atarba (Ischnothrix) lawsonensis is een tweevleugelige uit de familie steltmuggen (Limoniidae). De soort komt voor in het Australaziatisch gebied.